# Mistrzostwa Świata w Lekkoatletyce 2022 – skok w dal kobiet
Skok w dal kobiet – jedna z konkurencji technicznych rozgrywanych podczas lekkoatletycznych mistrzostw świata na Hayward Field w Eugene.
Tytuł mistrzowski z 2019 obroniła Malaika Mihambo.

## Terminarz
Źródło: worldathletics.org.
| Data     | Godzina |              |
| -------- | ------- | ------------ |
| 23 lipca | 12:00   | Kwalifikacje |
| 24 lipca | 17:50   | Finał        |

## Rekordy
Tabela prezentuje rekord świata, rekord mistrzostw świata, rekordy kontynentów oraz najlepszy wynik na listach światowych w sezonie 2022 przed rozpoczęciem mistrzostw.
|                            | Zawodniczka          | Wynik | Miejsce     | Data                 |
| -------------------------- | -------------------- | ----- | ----------- | -------------------- |
| Rekord świata              | Galina Czistiakowa   | 7,52  | Leningrad   | 11 czerwca 1988(dts) |
| Rekord mistrzostw świata   | Jackie Joyner-Kersee | 7,36  | Rzym        | 4 września 1987(dts) |
| Rekord Afryki              | Ese Brume            | 7,17  | Chula Vista | 29 maja 2021(dts)    |
| Rekord Ameryki Południowej | Maurren Maggi        | 7,26  | Bogota      | 26 czerwca 1999(dts) |
| Rekord Ameryki Północnej   | Jackie Joyner-Kersee | 7,49  | Nowy Jork   | 22 maja 1994(dts)    |
| Rekord Ameryki Północnej   | Jackie Joyner-Kersee | 7,49  | Sestriere   | 31 lipca 1994(dts)   |
| Rekord Australii i Oceanii | Brooke Buschkuehl    | 7,13  | Chula Vista | 9 lipca 2022(dts)    |
| Rekord Azji                | Yao Weili            | 7,01  | Jinan       | 5 czerwca 1993(dts)  |
| Rekord Europy              | Galina Czistiakowa   | 7,52  | Leningrad   | 11 czerwca 1988(dts) |
| Listy światowe             | Brooke Buschkuehl    | 7,13  | Chula Vista | 9 lipca 2022(dts)    |

## Wyniki

### Kwalifikacje
Awans: 6,75 m (Q) lub 12 najlepszych rezultatów (q).
Źródło: worldathletics.org.
| Pozycja | Grupa | Zawodniczka           | Państwo           | Runda | Runda | Runda | Wynik | Uwagi |
| Pozycja | Grupa | Zawodniczka           | Państwo           | 1     | 2     | 3     | Wynik | Uwagi |
| ------- | ----- | --------------------- | ----------------- | ----- | ----- | ----- | ----- | ----- |
| 1.      | A     | Quanesha Burks        | Stany Zjednoczone | 6,57  | 6,66  | 6,86  | 6,86  | Q,    |
| 2.      | B     | Malaika Mihambo       | Niemcy            | 6,84  |       |       | 6,84  | Q     |
| 3.      | A     | Ese Brume             | Nigeria           | 6,49  | x     | 6,82  | 6,82  | Q     |
| 4.      | B     | Maryna Bech-Romanczuk | Ukraina           | 6,81  |       |       | 6,81  | Q     |
| 5.      | A     | Khaddi Sagnia         | Szwecja           | 6,78  |       |       | 6,78  | Q     |
| 6.      | A     | Brooke Buschkuehl     | Australia         | 6,76  |       |       | 6,76  | Q     |
| 7.      | B     | Tiffany Flynn         | Stany Zjednoczone | 6,73  | 6,47  | x     | 6,73  | q     |
| 8.      | B     | Ruth Usoro            | Nigeria           | x     | 6,25  | 6,69  | 6,69  | q     |
| 9.      | B     | Jazmin Sawyers        | Wielka Brytania   | x     | 6,48  | 6,68  | 6,68  | q,    |
| 10.     | A     | Lorraine Ugen         | Wielka Brytania   | 6,32  | 6,68  | –     | 6,68  | q     |
| 11.     | B     | Ivana Vuleta          | Serbia            | x     | x     | 6,65  | 6,65  | q     |
| 12.     | B     | Leticia Melo          | Brazylia          | x     | x     | 6,64  | 6,64  | q,    |
| 13.     | A     | Jasmine Moore         | Stany Zjednoczone | 6,60  | 6,44  | 6,36  | 6,60  |       |
| 14.     | A     | Larissa Iapichino     | Włochy            | x     | x     | 6,60  | 6,60  |       |
| 15.     | A     | Evelise Veiga         | Portugalia        | 6,54  | 6,41  | x     | 6,54  |       |
| 16.     | A     | Fátima Diame          | Hiszpania         | 6,54  | x     | x     | 6,54  |       |
| 17.     | B     | Christabel Nettey     | Kanada            | 6,47  | 6,45  | 6,50  | 6,50  |       |
| 18.     | B     | Deborah Acquah        | Ghana             | x     | x     | 6,46  | 6,46  |       |
| 19.     | B     | Tyra Gittens          | Trynidad i Tobago | 6,22  | 6,44  | x     | 6,44  |       |
| 20.     | B     | Sumire Hata           | Japonia           | x     | 6,39  | 6,38  | 6,39  |       |
| 21.     | A     | Eliane Martins        | Brazylia          | 6,06  | x     | 6,33  | 6,33  |       |
| 22.     | A     | Chanice Porter        | Jamajka           | x     | 6,29  | x     | 6,29  |       |
| 23.     | A     | Merle Homeier         | Niemcy            | 6,09  | x     | x     | 6,09  |       |
| 24.     | B     | Samantha Dale         | Australia         | x     | 6,04  | x     | 6,04  |       |
| 25.     | A     | Claire Azzopardi      | Malta             | 5,74  | 5,79  | 5,68  | 5,79  |       |
| 26 !    | B     | Filippa Fotopulu      | Cypr              | x     | x     | x     | NM    |       |
| 26 !    | A     | Milica Gardašević     | Serbia            | x     | x     | x     | NM    |       |
| 28 !    | B     | Marthe Koala          | Burkina Faso      |       |       |       | DNS   |       |

### Finał
Źródło: worldathletics.org.
| Pozycja | Zawodniczka           | Państwo           | Runda | Runda | Runda | Runda | Runda | Runda | Wynik | Uwagi |
| Pozycja | Zawodniczka           | Państwo           | 1     | 2     | 3     | 4     | 5     | 6     | Wynik | Uwagi |
| ------- | --------------------- | ----------------- | ----- | ----- | ----- | ----- | ----- | ----- | ----- | ----- |
| 01 !    | Malaika Mihambo       | Niemcy            | x     | x     | 6,98  | 7,09  | x     | 7,12  | 7,12  | SB    |
| 02 !    | Ese Brume             | Nigeria           | 6,61  | 6,88  | 7,02  | 6,86  | x     | 6,91  | 7,02  | SB    |
| 03 !    | Leticia Melo          | Brazylia          | 6,89  | x     | x     | x     | x     | x     | 6,89  | PB    |
| 4.      | Quanesha Burks        | Stany Zjednoczone | 6,46  | 6,88  | 6,50  | 6,46  | 6,48  | 6,45  | 6,88  | SB    |
| 5.      | Brooke Buschkuehl     | Australia         | 6,57  | 6,87  | x     | x     | 6,77  | x     | 6,87  |       |
| 6.      | Khaddi Sagnia         | Szwecja           | x     | 6,69  | 4,56  | 6,66  | 6,87  | x     | 6,87  |       |
| 7.      | Ivana Vuleta          | Serbia            | x     | 6,67  | x     | 6,84  | 6,84  | 6,75  | 6,84  |       |
| 8.      | Maryna Bech-Romanczuk | Ukraina           | 6,79  | x     | x     | x     | x     | 6,82  | 6,82  |       |
| 9.      | Jazmin Sawyers        | Wielka Brytania   | 6,62  | 6,50  | 6,56  | NQ    | NQ    | NQ    | 6,62  |       |
| 10.     | Lorraine Ugen         | Wielka Brytania   | x     | 6,53  | x     | NQ    | NQ    | NQ    | 6,53  |       |
| 11.     | Ruth Usoro            | Nigeria           | 6,50  | 6,52  | 6,31  | NQ    | NQ    | NQ    | 6,52  |       |
| 12.     | Tiffany Flynn         | Stany Zjednoczone | 6,48  | x     | x     | NQ    | NQ    | NQ    | 6,48  |       |